# Noël (Giono)
Pour les articles homonymes, voir Noël (homonymie).
Noël est une nouvelle de Jean Giono qui parut pour la première fois dans Elle le 23 décembre 1960 sous le titre : La Nuit du 24 décembre 1826 puis dans l'édition posthume des Récits de la demi-brigade.

## Résumé
Deux faux colporteurs à Pourrières, un paysan d'opérette vers le domaine Pignon : les signes ne trompent pas; il se prépare un mauvais coup contre la patache de Saint-Maximin. Ayant sorti sa soubreveste polonaise en poil de chat et sa toque en poil de loup, reliques de la Campagne de Russie, sans oublier ses deux pistolets et le sabre, le capitaine Martial décide d'escorter lui-même la voiture. Un seul passager : M.Gaspard, un usurier qui a ses entrées partout, « intouchable »! Il est chargé ivre-mort dans la patache, c'est Noël.

Le parcours se passe sans anicroche, sauf un bref arrêt devant un calvaire couvert d'une houppelande de berger que le capitaine faillit embrocher. Mais arrivé à Saint-Maximin, il n'y a plus personne dans la voiture!

De retour à la croix, sur un plateau plein de puits perdus, Martial ne trouve que la sacoche contenant les reconnaissances de dette d'un pauvre diable. Le matin de Noël, comment ne pas brûler ces papiers?

Il ne reste plus au capitaine, complice malgré lui, qu'à faire son rapport sur une disparition des plus “réglementaire”...

## Éditions
- 1960 - La Nuit du 24 décembre 1826 dans le magazine Elle du 23 décembre 1960.
- 1972 - Noël dans Les Récits de la demi-brigade, Éditions Gallimard
- 1980 - Noël dans Les Récits de la demi-brigade, in "Jean Giono - Œuvres romanesques complètes", Tome V (1451 pages), Gallimard, Bibliothèque de la Pléiade, Édition établie par Robert Ricatte avec la collaboration de Pierre Citron, Henri Godard, Janine et Lucien Miallet et Luce Ricatte,  (ISBN 9782070109777)